# Honorowi obywatele Opola
Honorowi obywatele Opola – lista osób, którym Rada Miasta Opola przyznała „Honorowe Obywatelstwo Miasta Opola” – szczególny tytuł otrzymywany za wyjątkowe zasługi na rzecz miasta, przyczyniające się do jego rozwoju, wzbogacającego dorobek miasta w różnych dziedzinach (np. przemysł, budownictwo, służba zdrowia, oświata, nauka, kultura itp.).
Regulamin nadania tytułu przyjęła Rada Miasta Opola w dniu 28 maja 1991 roku.

## Laureaci

### Czasy niemieckie
| Rok  | Laureat          | Laureat                       | Źródło |
| ---- | ---------------- | ----------------------------- | ------ |
| 1850 |                  | Karol Ignacy Lorinser         | [ 2 ]  |
| 1877 |                  | Leopold von Skopnik           |        |
| 1892 |                  | Adolf Wiener                  | [ 3 ]  |
| 1895 |                  | Paul Möbius                   | [ 4 ]  |
| 1906 |                  | Rudolf von Bitter der Jüngere | [ 4 ]  |
| 1907 |                  | Ernst Holtz                   | [ 4 ]  |
| 1915 |                  | Friedrich Ernst von Schwerin  | [ 5 ]  |
| 1916 |                  | Paul von Hindenburg           | [ 6 ]  |
| 1917 |                  | Paul Schiffmann               | [ 7 ]  |
| 1933 |                  | Adolf Hitler                  | [ 8 ]  |
| 1933 | Helmuth Brückner |                               | [ 8 ]  |
| 1933 | Josef Adamczyk   |                               | [ 8 ]  |

### Polska Ludowa
| Rok  | Laureat | Laureat            | Źródło      |
| ---- | ------- | ------------------ | ----------- |
| 1978 |         | Janusz Gniatkowski | [ 4 ] [ 9 ] |

### III Rzeczpospolita
| Rok  | Laureat                  | Laureat                | Źródło |
| ---- | ------------------------ | ---------------------- | ------ |
| 1991 |                          | Józef Pawliczek        | [ 10 ] |
| 1993 |                          | Mieczysław Białkiewicz | [ 4 ]  |
| 1994 |                          | Karl Galling           | [ 4 ]  |
| 1994 | Norbert Greger           |                        | [ 4 ]  |
| 1994 | Dieter Bach              |                        | [ 4 ]  |
| 1994 | Karl Heinz Harbeck       |                        | [ 4 ]  |
| 1995 |                          | Manfred Gerwinat       | [ 4 ]  |
| 1996 |                          | Arnold Borowitza       | [ 11 ] |
| 1996 |                          | Krystyna Borowitza     | [ 4 ]  |
| 1996 | Józef Szajna             |                        | [ 4 ]  |
| 1997 |                          | Jerzy Grotowski        | [ 4 ]  |
| 1998 |                          | Dietmar Lenz           | [ 4 ]  |
| 1998 | Joachim Zindler          |                        | [ 4 ]  |
| 1998 |                          | Maciej Nowicki         | [ 12 ] |
| 1999 |                          | Jerzy Widzyk           | [ 4 ]  |
| 1999 | Hubertus Janas           |                        | [ 4 ]  |
| 2001 |                          | Wiesław Lesiuk         | [ 13 ] |
| 2001 |                          | Jean-Pierre Leleux     | [ 14 ] |
| 2001 | Franck-Dominique Raineri |                        | [ 14 ] |
| 2002 |                          | Andrzej Balcerek       | [ 15 ] |
| 2002 |                          | Bruno Schultz          | [ 4 ]  |
| 2003 |                          | Pierre Aarts           | [ 4 ]  |
| 2003 |                          | Irena Hundt            | [ 16 ] |
| 2003 | Wanda Łangowska          |                        | [ 16 ] |
| 2003 | Teresa Patoła            |                        | [ 16 ] |
| 2003 | Władysław Gomoła         |                        | [ 16 ] |
| 2003 | Piotr Kapica             |                        | [ 16 ] |
| 2003 | Franciszek Mikuła        |                        | [ 16 ] |
| 2003 | Julian Planetorz         |                        | [ 16 ] |
| 2004 |                          | Martin Stohrer         | [ 4 ]  |
| 2005 |                          | Ryszard Kaczorowski    | [ 17 ] |
| 2005 |                          | Alojzy Sitek           | [ 18 ] |
| 2008 |                          | Andrzej Wajda          | [ 19 ] |
| 2008 |                          | Lech Wałęsa            | [ 20 ] |
| 2012 |                          | Elżbieta Dzikowska     | [ 21 ] |
| 2014 |                          | Władysław Bartoszewski | [ 22 ] |
| 2014 |                          | Jerzy Buzek            | [ 23 ] |
| 2014 | Hans-Gert Pöttering      |                        | [ 23 ] |
| 2014 |                          | Maryla Rodowicz        | [ 24 ] |
| 2015 |                          | Daniel Olbrychski      | [ 25 ] |
| 2016 |                          | Tomasz Tomaszewski     | [ 26 ] |
| 2017 |                          | Jakub Błaszczykowski   | [ 27 ] |
| 2017 |                          | Marcin Nowak           | [ 28 ] |
| 2018 |                          | Miroslav Klose         | [ 29 ] |